# Daniel Licht
Daniel Licht (Detroit, 13 marzo 1957 – Topanga, 2 agosto 2017) è stato un compositore e musicista statunitense.
Ha composto musiche per film, serie televisive e videogiochi, tra cui: Amityville 1992: It's About Time, Dexter e Silent Hill: Downpour.

## Filmografia parziale

### Cinema
- Children of the Night, regia di Tony Randel (1991)
- Amityville 1992: It's About Time, regia di Tony Randel (1992)
- Grano rosso sangue II - Sacrificio finale (Children of the Corn II: The Final Sacrifice ), regia di David Price (1993)
- Ticks - Larve di sangue (Ticks), regia di Tony Randel (1993)
- Amityville: A New Generation, regia di John Murlowski (1993)
- Grano rosso sangue 3 (Children of the Corn III: Urban Harvest), regia di James D.R. Hickox (1995)
- Hellraiser - La stirpe maledetta (Hellraiser: Bloodline), regia di Alan Smithee e Kevin Yagher (1996)
- Il vincitore (The Winner), regia di Alex Cox (1996)
- L'occhio del male (Thinner), regia di Tom Holland (1996)
- Bad Moon - Luna mortale (Bad Moon), regia di Eric Red (1996)
- Hard Night (Permanent Midnight), regia di David Veloz (1998)
- Splendidi amori (Splendor), regia di Gregg Araki (1999)
- Soul Survivors - Altre vite (Soul Survivors), regia di Steven Carpenter (2001)

### Televisione
- Marabunta - Minaccia alla Terra (Legion of Fire: Killer Ants!) - film TV, regia di Jim Charleston e George Manasse (1998)
- Non guardare sotto il letto (Don't Look Under the Bed) - film TV, regia di Kenneth Johnson (1999)
- Oliver Beene - serie TV, 1 episodio (2004)
- Kitchen Confidential - serie TV, 13 episodi (2005-2006)
- Dexter - serie TV, 89 episodi (2006-2013)
- Cashmere Mafia - serie TV (2008)
- Romantically Challenged - serie TV, 1 episodio (2010)
- Body of Proof - serie TV, 26 episodi (2011-2012)
- The Red Road - serie TV (2014-2015)
- Guilt - serie TV (2016)

## Videogiochi
- Silent Hill: Downpour (2012)
- Dishonored (2012)
- Silent Hill: Book of Memories (2012)
- Dishonored 2 (2016)
- Dishonored: La morte dell'Esterno (Dishonored: Death of the Outsider) (2017)

## Premi
- BMI Film & TV Award -  vinto nel 2012 per Dexter.[3]